# Amadeus-Verleihung 2013

Amadeus Austrian Music Awards 2013 im Wiener Volkstheater

Die 13. Verleihung des Amadeus Austrian Music Award 2013 fand am 1. Mai 2013 zum zweiten Mal im Volkstheater in Wien statt. Moderiert wurde die Verleihung von Isabella Richtar und Manuel Rubey. Während der Vergabe gab es Live-Auftritte von Christina Stürmer, Die Toten Hosen, Julian le Play, Lukas Plöchl, Natália Kelly, Russkaja und Sportfreunde Stiller. Im Radio wurde die Show von FM4 live übertragen, im Fernsehen am 2. Mai von Puls 4 gezeigt.

## Nominierung und Wahl

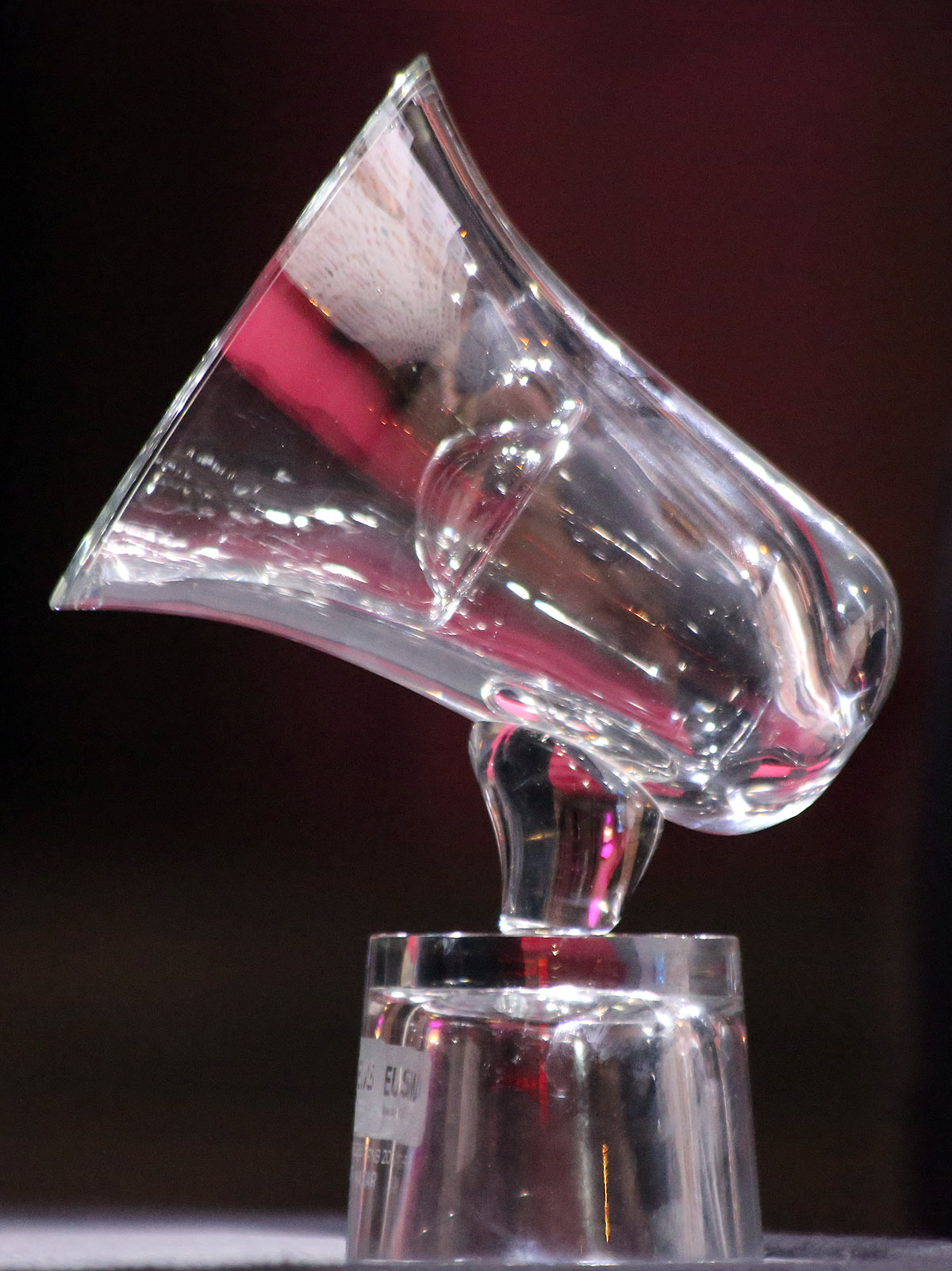
Die Amadeus-Trophäe

Nominiert werden konnten Musiker und Bands bzw. deren Veröffentlichungen, die im Zeitraum von 1. Jänner bis 31. Dezember 2012 auf den Markt kamen oder mindestens einen Live-Auftritt hatten. Voraussetzung war, dass die Künstler ihren Lebensmittelpunkt in Österreich haben oder österreichische Staatsbürger sind. Am 24. Februar 2013 gab der Verband der österreichischen Musikwirtschaft (IFPI) die Nominierungen bekannt. In jeder Kategorie wurden dem Publikum auf der Website des Amadeus Awards fünf Kandidaten zur Wahl gestellt.
Neun vom Veranstalter zusammengestellte Jurys (acht für die verschiedenen Musik-Genres, eine für die Kategorie Best Live Act) bestimmten jeweils drei der Musiker/Bands. Die zwei weiteren Nominierten ergaben sich aus den beiden jeweils meistverkauften Produktionen des jeweiligen Genres gemäß Auswertung durch die Media Control Austria. Die Nominierungen in den genreübergreifenden Kategorien Album des Jahres und Song des Jahres setzten sich aus den meistgenannten Produktionen von jeweils drei Vorschlägen aller Jurymitglieder zusammen. Die Auswahl zur Vergabe der Ehrung für das Lebenswerk, sowie für die zwei neuen Preise (Bester Live Act International und Ehrenpreis der Jury), traf der Veranstalter. Der FM4-Award wurde von Radio-FM4 und dessen Hörern ermittelt.

## Nominierte und Preisträger

### Album des Jahres
Preisträger
- Parov Stelar für The Princess

Nominierte:

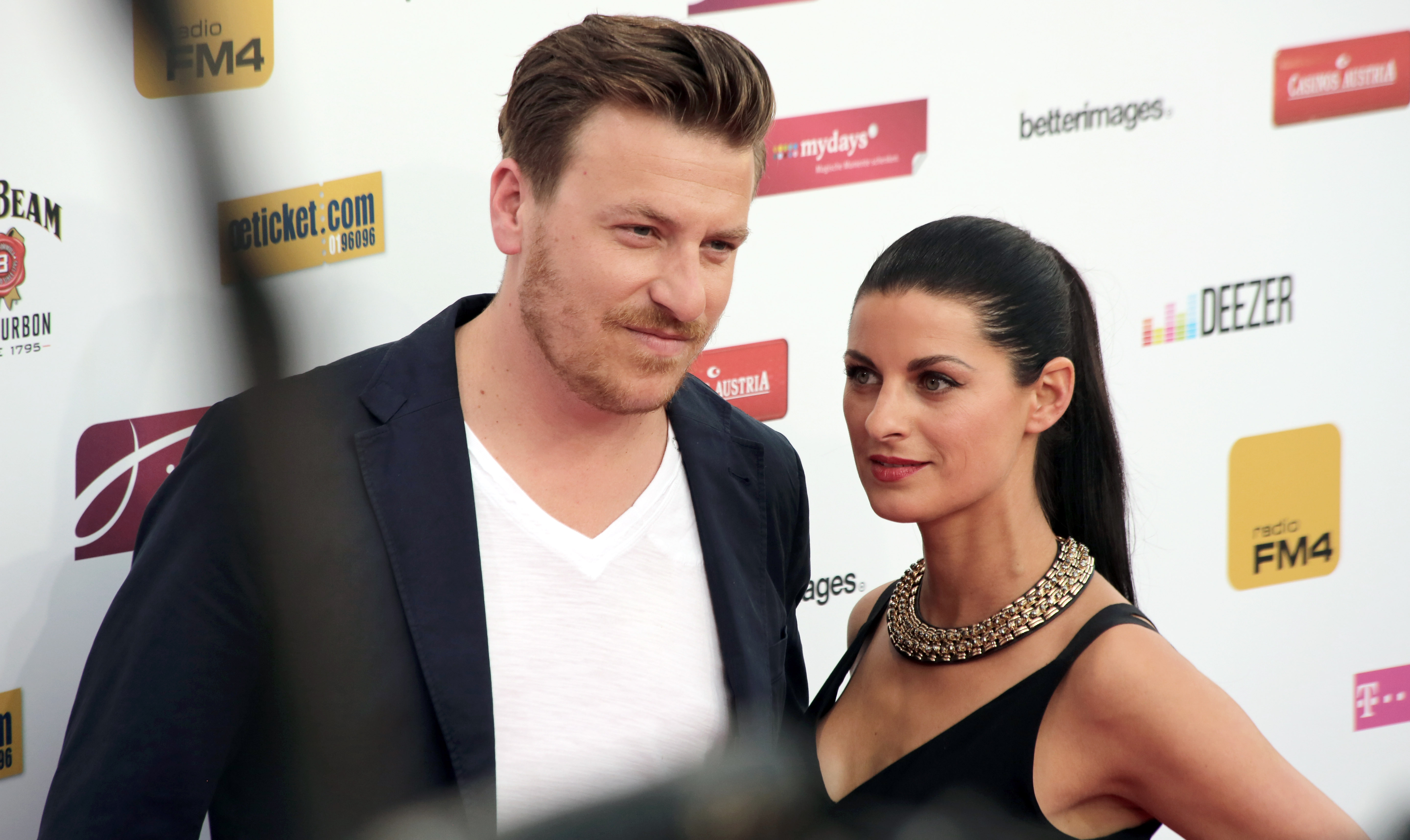
Parov Stelar und Lilja Bloom

- Andreas Gabalier für VolksRock'n'Roller LIVE
- Julian le Play für Soweit Sonar
- Nik P. für Bis ans Meer
- Soap&Skin für Narrow

### Song des Jahres
Preisträger
- Klangkarussell für Sonnentanz

Nominierte:
- Keiner mag Faustmann für Wien-Berlin
- Nik P. für Berlin
- Nockalm Quintett für Einer von uns lügt
- Soap&Skin für Voyage, Voyage

### Alternative

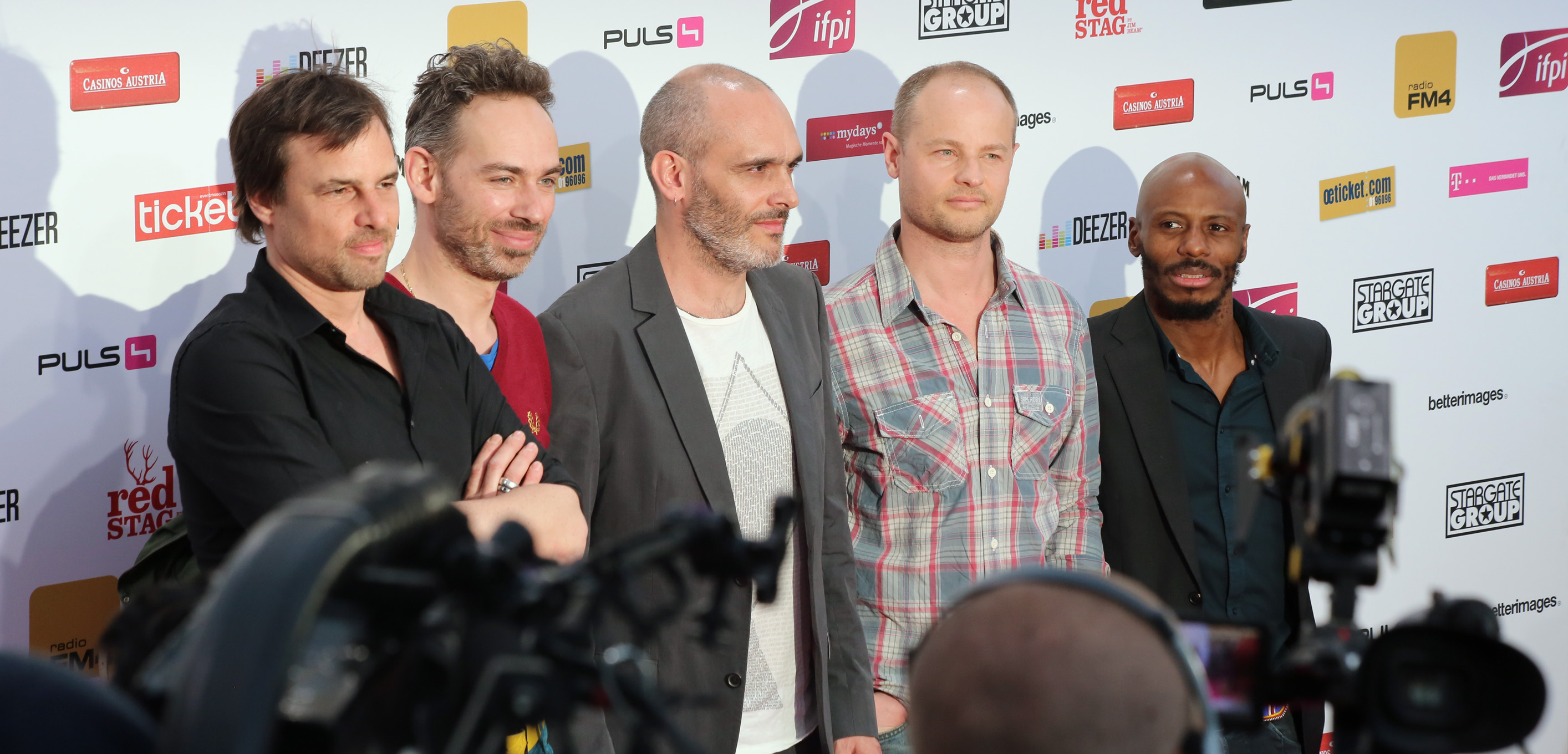
Sofa Surfers

Preisträger
- Sofa Surfers

Nominierte:
- Der Nino aus Wien
- Giantree
- Mile Me Deaf
- Soap&Skin

### Electronic/Dance

Parov Stelar Band

Preisträger
- Parov Stelar

Nominierte:
- A.G. Trio
- Darius & Finlay
- Klangkarussell
- Louie Austen

### Hard & Heavy

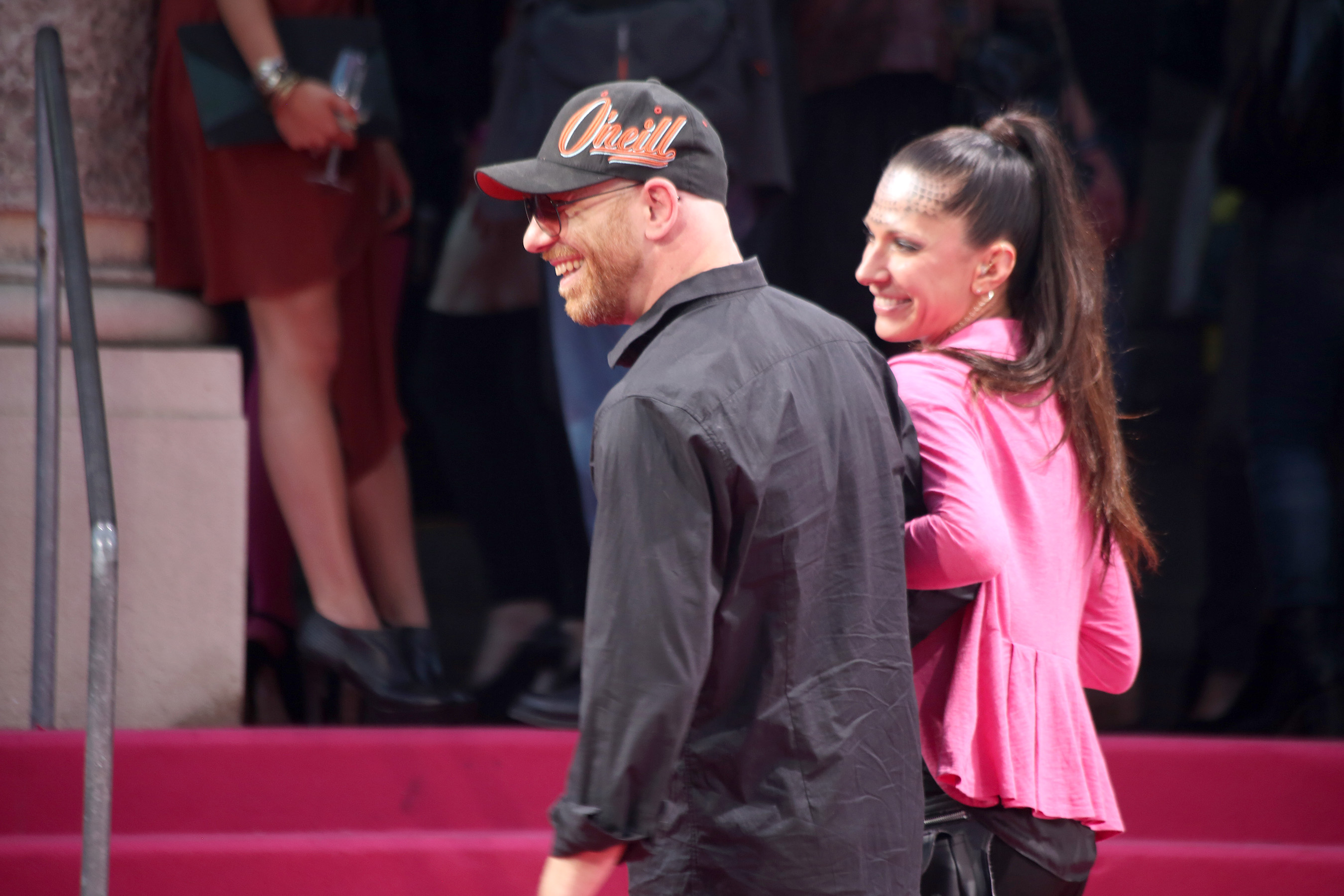
Roman Gregory (Alkbottle)

Preisträger
- Alkbottle

Nominierte:
- Devastating Enemy
- Kontrust
- Solrize
- The Sorrow

### HipHop/R'n'B

Nazar (mit Trophäe)

Preisträger
- Nazar

Nominierte:
- 1773 x TRISHES
- Def Ill
- RAF Camora
- Supa Soul Sh*t (Miles Bonny & Brenk Sinatra)

### Jazz/World/Blues

5/8erl in Ehr’n

Preisträger
- 5/8erl in Ehr’n

Nominierte:
- Georg Breinschmid
- Hans Theessink & Terry Evans
- Meena Cryle
- Wolfgang Muthspiel

### Pop/Rock

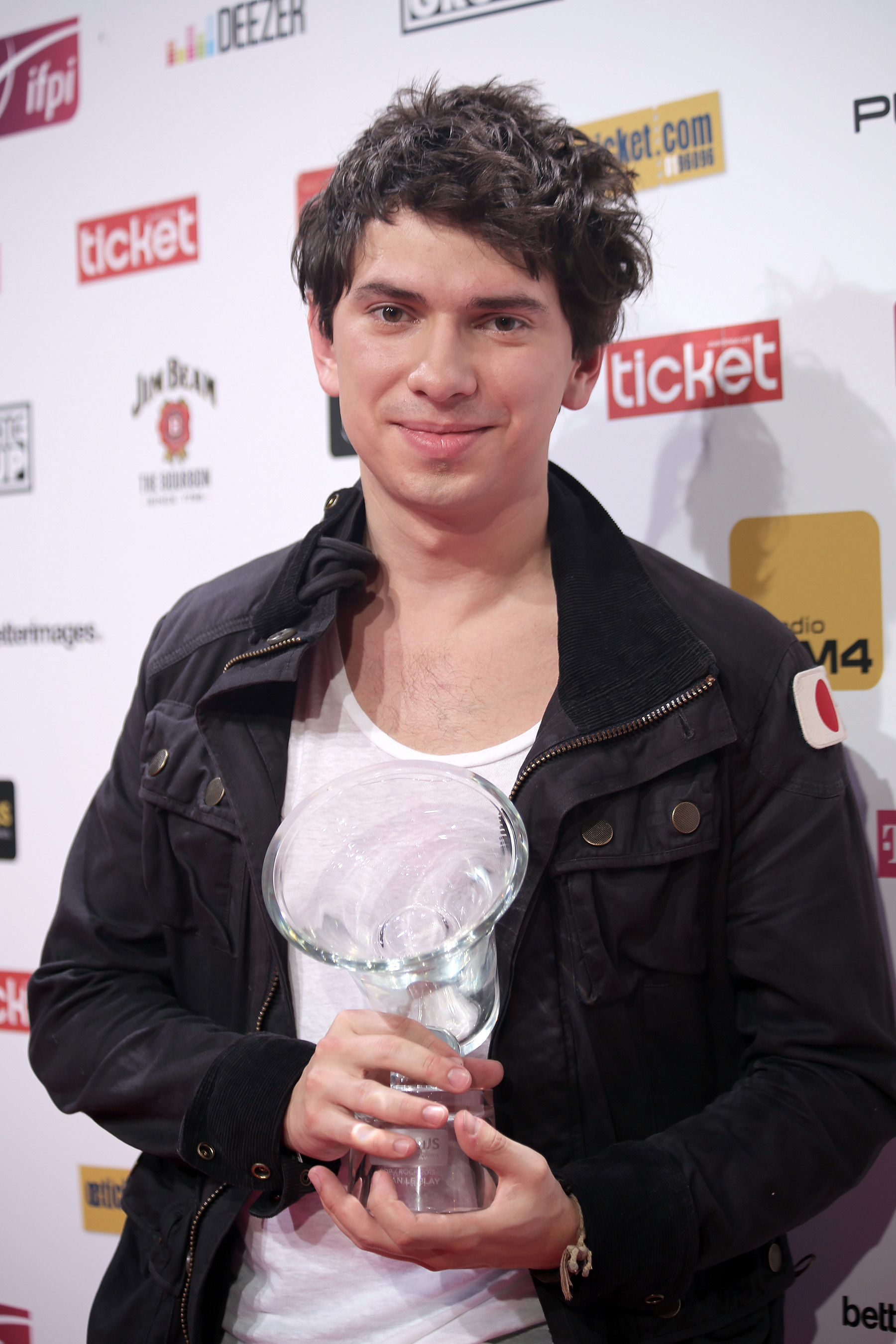
Julian le Play

Preisträger
- Julian Le Play

Nominierte:
- !DelaDap
- Elija
- GuGabriel
- Trackshittaz

### Schlager
Preisträger
- DJ Ötzi

Nominierte:
- Allessa
- Nik P.
- Nockalm Quintett
- Oliver Haidt

### Volkstümliche Musik

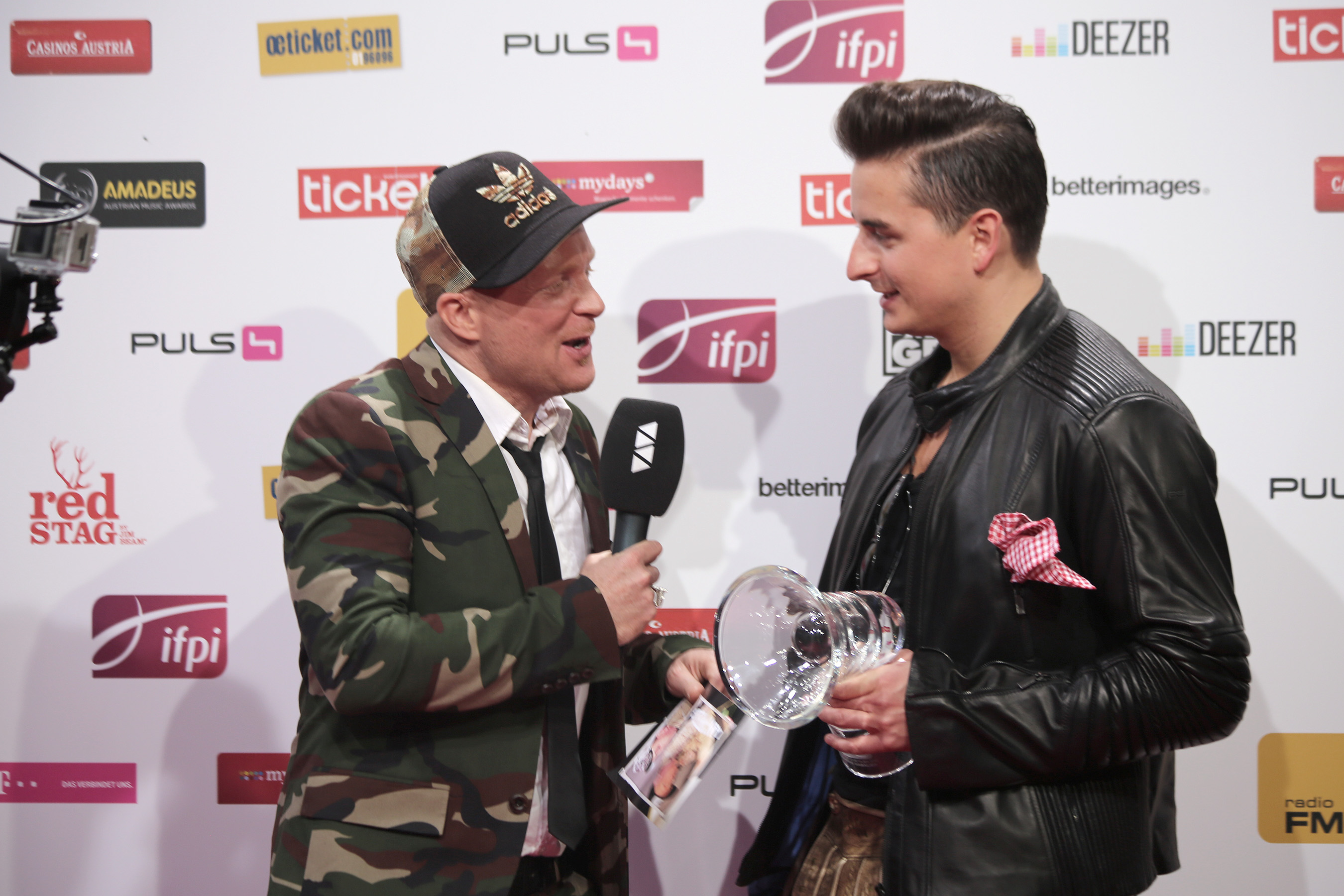
Andreas Gabalier

Preisträger
- Andreas Gabalier

Nominierte:
- Die jungen Zillertaler
- Hansi Hinterseer
- Marc Pircher
- Ursprung Buam

### Best Live Act
Preisträger
- Parov Stelar

Nominierte:
- Alkbottle
- Andreas Gabalier
- Die Seer
- Udo Jürgens

### Lebenswerk

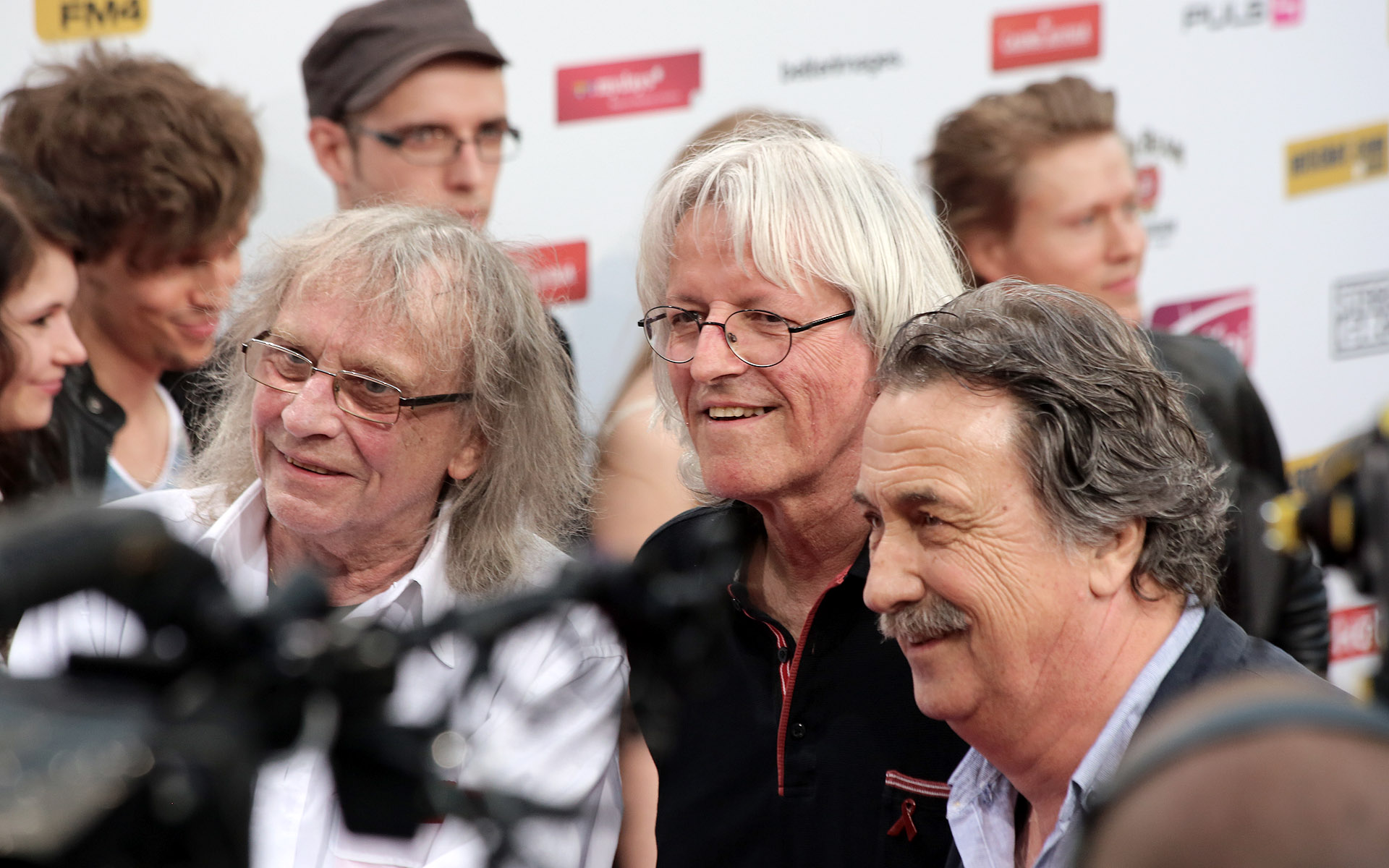
S.T.S.

- S.T.S.

### Ehrenpreis der Jury

Campino (Die Toten Hosen)

- Hubert von Goisern

### Best Live Act International
- Die Toten Hosen

### FM4 Award
Preisträger
- Catastrophe & Cure

Weitere Nominierte:
- A.G. Trio
- A Thousand Fuegos
- Atomique
- Der Nino aus Wien
- Elektro Guzzi
- Esteban’s
- Giantree
- HVOB (Her Voice Over Boys)
- James Hersey
- Klangkarussell
- König Leopold
- Left Boy
- Mauracher
- Mile Me Deaf
- Ogris Debris
- Parov Stelar
- Soap&Skin
- Squalloscope
- S3

### Best Engineered Album
Das Best Engineered Album wurde am 6. Mai in einer eigenen Veranstaltung verliehen.
- Soweit Sonar von Julian le Play, Preisträger: Lukas Hillebrand (Aufnahme und Mischung), Alex Pohn (Aufnahme), Georg Tomandl (Mischung), Mischa Janisch (Mastering)

Weitere Nominierte:
- Randissimo und Morgenrot vom Herbert Pixner Projekt (Album Na und?!), Nominierter: Josef Schmiderer (Aufnahme, Mischung und Mastering)
- Table for Two von Dave Kaufmann, Nominierte: Martin Seimen und Gery Moder (Aufnahme und Mischung), Stefan Noltemeyer (Mastering)
- Piece of Me von Jeremy Schonfeld (Album Iron & Coal), Nominierte: Alex Tomann (Aufnahme), Dietz Tinhof (Mischung), Martin Scheer (Mastering)
- Different Believers von Allen Alexis (Zusammenschnitt), Nominierte: Philip Preuss (Aufnahme, Mischung und Mastering), Gerald Peklar (Mischung und Mastering)